# Silvanolomus crenicollis
Silvanolomus crenicollis là một loài bọ cánh cứng trong họ Silvanidae. Loài này được Grouvelle miêu tả khoa học năm 1911.